# Poeciloscarta sorora
Poeciloscarta sorora är en insektsart som beskrevs av Melichar 1951. Poeciloscarta sorora ingår i släktet Poeciloscarta och familjen dvärgstritar. Inga underarter finns listade i Catalogue of Life.